# فرودگاه ساندریج در سوت ریور
فرودگاه ساندریج در سوت ریور (به انگلیسی: South River/Sundridge Airport) (به زبان بومی: South River/Sundridge Airport) یک فرودگاه همگانی است که یک باند فرود چمن دارد و طول باند آن ۹۷۵ متر است. این فرودگاه در کشور کانادا قرار دارد و در ارتفاع ۳۵۴ متری از سطح دریا واقع شده است.